# Bastien Ripoll
Bastien Ripoll (Tolosa, 8 luglio 1980) è un canottiere francese.

## Biografia
La sua squadra di club è stata l'Aviron Toulousain di Tolosa.
Ha rappresentato la Francia ai Giochi olimpici estivi di Atene 2004 classificandosi 6º nell'otto, con Donatien Mortelette, Bastien Gallet, Julien Peudecoeur, Jean-Baptiste Macquet, Anthony Perrot, Jean-David Bernard, Laurent Cadot e Christophe Lattaignant.
Ha vinto anche la 152ª Oxford and Cambridge Boat Race, nel 2006 per la Oxford Blue Boat. È stato il primo canottiere francese nella storia ad aver vinto la competizione.